# Ситник членистый
Ситник членистый, либо ситник блестящеплодный, ситник коленчатый (лат. Juncus articulatus) — вид однодольных растений рода Ситник (Juncus) семейства Ситниковые (Juncaceae). Впервые описан шведским систематиком Карлом Линнеем в 1753 году.

## Распространение и среда обитания

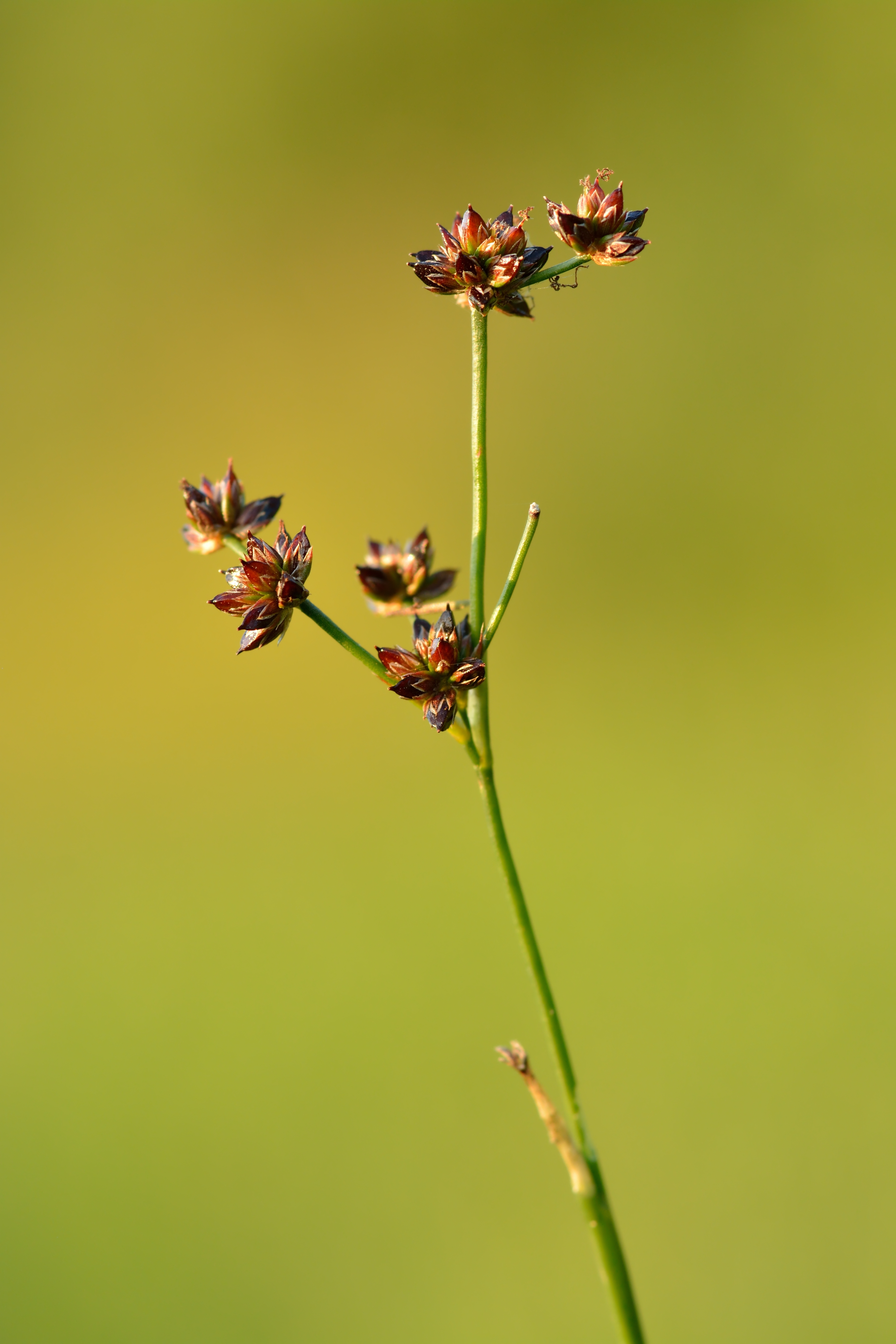
Цветки

Космополит. Широко распространён в большинстве стран Европы, Азии, северной Африки, обеих Америк и Океании (Австралия, Новая Зеландия).
Растёт на влажных лугах, песке, вдоль рек, у канав, отмечается также на берегах водоёмов, низинных болотах, в лесу, на антропогенных участках (газоны, залежи, обочины дорог, пустыри).

## Ботаническое описание
Светолюбивое многолетнее травянистое растение.
Листорасположение очерёдное. Листья простые, линейные, размещены по длине стебля; верхушка листа острая, край гладкий.
Соцветие головчатое либо метёлковидное. Цветки размером 1 см, имеют шесть лепестков; цвет бурый, с зелёным и красным оттенками и вкраплениями белого цвета.
Семена яйцевидной формы. Цветёт в июне — июле, плодоносит в августе — сентябре.
Гигрофитное, мезотрофное растение.
Число хромосом 2n = 80.

## Замечания по охране
Внесён в Красную книгу Камчатского края (статус «EN»).
По данным Международного союза охраны природы вид не имеет угроз исчезновения («least concern»).

## Систематика
С огромным количеством синонимичных названий таксона можно ознакомиться здесь.
Подвид — Juncus articulatus subsp. limosus (Vorosch.) Vorosch..